# 이나은 (1999년)
이나은(1999년 5월 5일~)은 대한민국의 배우이다. 과거 前 걸 그룹 에이프릴의 서브보컬이었다. 본관은 전주 이씨이다.
1999년 5월 5일 충청북도 청주시 상당구에서 태어났으며 어릴 때 대전광역시 서구 갈마동으로 이주하여 자랐다.
형제자매로는 2살 터울인 언니가 한 명 있다.
어릴 때부터 노래를 부르고 무대를 즐기는 것을 좋아해서 장기자랑도 많이 나갔고, 2008년 초등학교 3학년 때 이마트에서 개최한 대회에서 인기상을 수상하기도 했다.

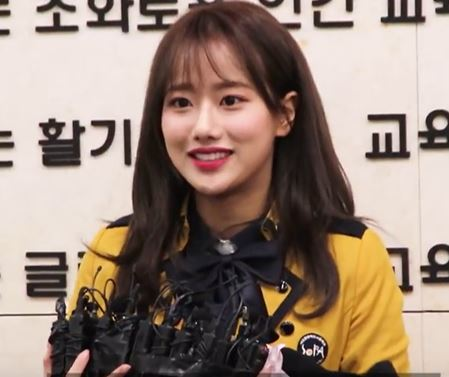
2018년 2월 8일 서울공연예술고등학교 졸업식에서 이나은

부모도 가수의 꿈을 반대하지 않아 2012년 서울로 오디션을 보러다니기 시작했으며, 9월에 JYP엔터테인먼트 공채 11기 오디션에 합격한 후 정식 연습생 계약을 맺게 된다. SIXTEEN에도 나갈 수 있었으나 아무래도 경쟁하는 것이다 보니 나가지 못하게 되었다. 그러나 중학교 3학년 때 자신의 부족함을 절감해 스스로 연습생을 포기하게 되었고, JYP에서 나오게 되었다. 고1때 학교생활이 적응이 되지 않아 슬럼프를 겪으며 노래 대신 다른 분야에 도전해보기로 하고 혼자 독학으로 연기연습을 했다. 그러다가 2015년 5월, DSP미디어의 연락을 받았고, 3개월 후에 에이프릴 멤버로 데뷔했다. 데뷔 후 한밭고등학교에서 서울공연예술고등학교로 전학을 갔다. 서울공연예술고등학교에서는 김도연과 같은반이었다.
본업인 연예 활동에 집중하기 위해 대학수학능력시험에 응시하지 않았으며,
2018년 2월 8일 고등학교를 졸업했다.

## 학력
- 대전갈마초등학교(졸업)
- 대전둔산중학교(졸업)
- 한밭고등학교(전학)→서울공연예술고등학교 연기예술과(졸업)

## 활동

### 2016~2018

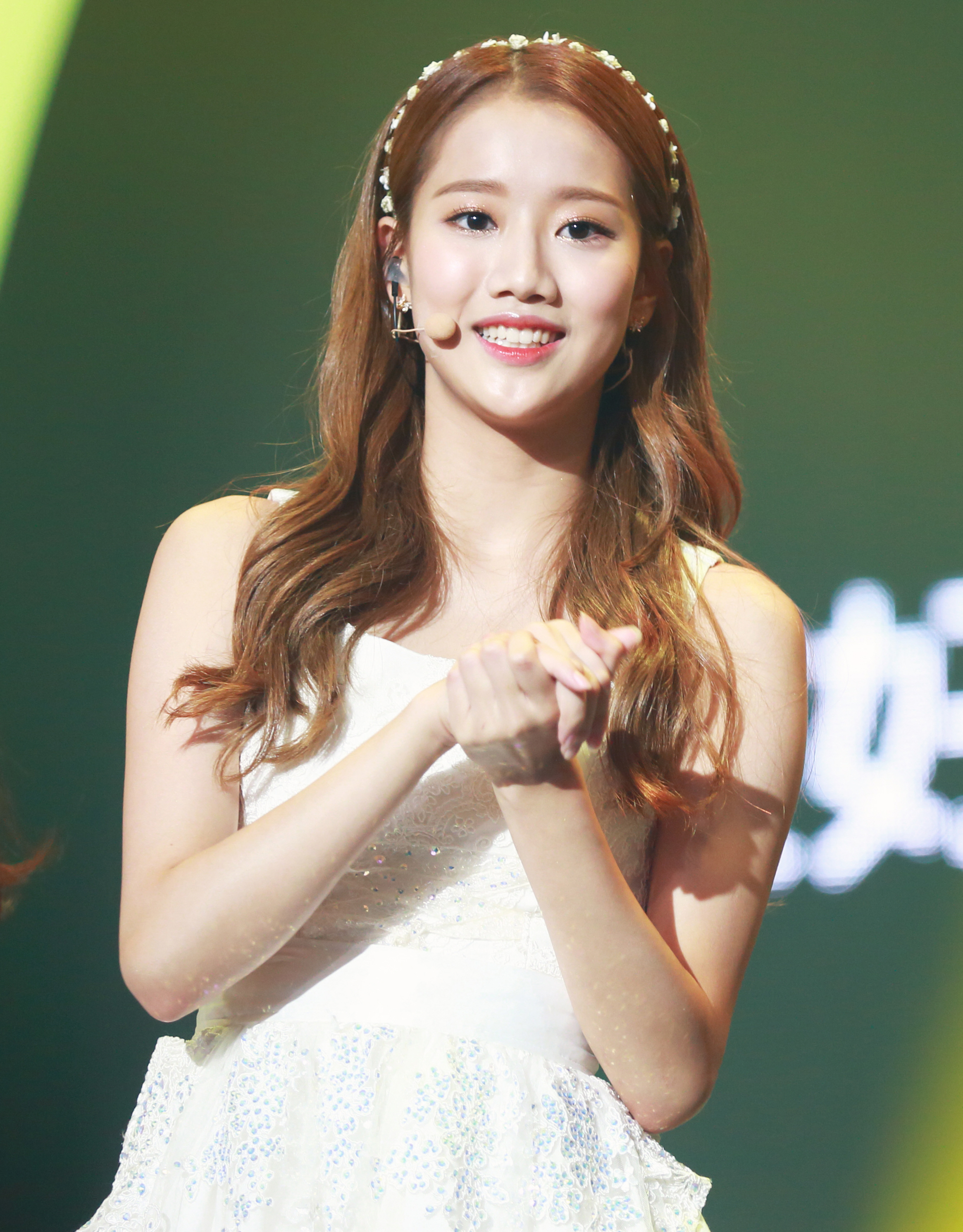
2016년 9월 3일 대만 MTV 최강음 콘서트에서 이나은

2016년 2월 8일 KBS 2TV 설 특집 프로그램 《전국 아이돌 사돈의 팔촌 노래자랑》에 어머니, 사촌언니와 함께 출연 하였다.
같은 해 5월 자몽앱에서 방영한 VR 웹드라마 《사월애》에 출연하였다. 데뷔 후 첫 드라마 출연이다.
2017년 4월 11일~6월 27일까지 차세대 연기돌을 찾는 프로그램이자 K-STAR에서 방영된 《아이돌 연기 대결 내가 배우다》에 출연했으며,
같은 해 5월 21일 KBS 2 주말드라마 《아버지가 이상해》에서 카메오로 출연했다.
2017년 6월 15일과 9월 21일 Mnet 《엠카운트다운》스페셜 MC를 맡았다.
2017년 12월부터 방영된 tvN 토크 드라마 《모두의 연애》에서 화려한 게임 실력을 갖춘 세계 랭커 ‘섬세한 털보’이자 이승환(안승환 분)의 여자친구 역으로 출연했다.

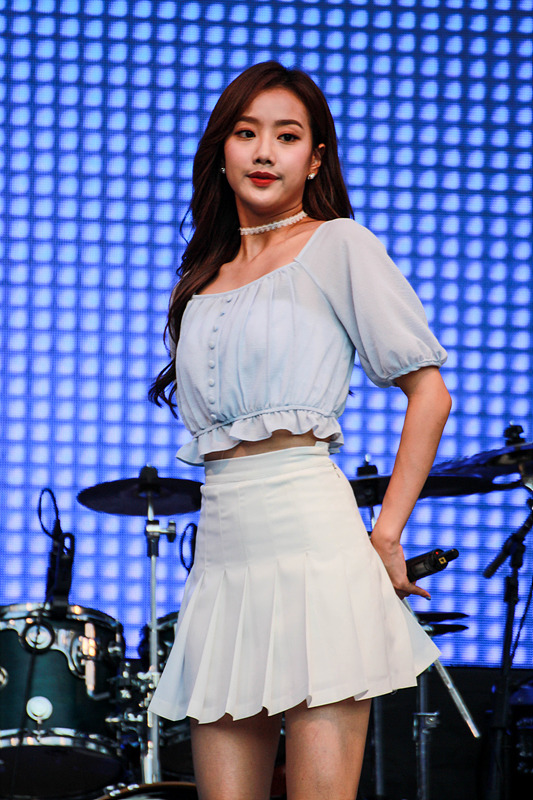
2018년 8월 31일 애경뮤직웨이브에서 이나은

2018년 1월 23일부터 2019년 5월 28일까지 《본격연예 한밤》에서 리포터로 활동했다.
2018년 2월 1일 공식 SNS를 통해 이진솔과 함께 스페셜 유닛을 결성했다고 알렸다. 이후 2월 7일 디지털 싱글 《내 이야기》가 발매되었다. 또한 함께 5월 2일에 발매된 SBS 드라마 《스위치 - 세상을 바꿔라》 OST "밤하늘 별" 가창에도 참여했다.
2018년 7월부터 플레이리스트의 웹드라마 《에이틴》에서 김하나 역으로 출연했다.
2018년 9월 25일에 방영한 MBC 《추석특집 2018 아이돌스타 육상 선수권대회》 리듬체조 부문 후프 종목에 참가했으며, 동메달을 획득했다.

### 2019~
2019년 4월 25일에 공개된 웹드라마 《에이틴 시즌2》에서 김하나 역으로 출연했으며,이후 6월 8일부터 8월 17일까지 tvN에서 방영한 예능 프로그램《고교급식왕》에 고정출연했다.
2019년 8월에 첫 방송한 SBS의 드라마 《힙합왕 - 나스나길》에서 송하진 역으로 출연했다.
이후, 플레이리스트의 웹드라마 《다시 만난 너》 1화에 김하나 역을 특별출연 하였고, 10월 초에 첫 방영한 MBC 수목드라마 《어쩌다 발견한 하루》에서 여주다 역으로 출연했다. 이 작품은 다음 웹툰《어쩌다 발견한 7월》이 원작이다.
2019년 10월 20일부터 2021년 2월 28일까지 《SBS 인기가요》 MC를 맡았다.
진솔과 함께 가창한 '사계(四季)' 프로젝트 Part. 봄 '시간차'가 2020년 3월 1일에 발매되었다. 전 세계 팬들이 제작에 참여한 'WE X TOWN'의 첫 프로젝트로, 김형석과 김이나가 작곡, 작사에 참여했다.
동명의 웹툰을 원작으로 한 SBS 드라마 《모범택시》의 '무지개 운수' 소속 해커 고은 역으로 출연을 결정짓고, 촬영까지 하였으나 여러 가지 논란으로 인해 하차하였다. 그리고 모범택시 제작진은 하차한 이나은을 대신해 표예진으로 캐스팅하여 이나은의 촬영분을 전량 폐기처분하며 처음부터 다시 촬영하는 초강수를 뒀다.
2021년 2월 28일, 에이프릴의 전(前) 멤버인 이현주와의 불화가 폭로되었다. 이나은과 이진솔이 주동이 되어 이현주에게 집단 괴롭힘을 시도했는데 그 내용이라는 게 이나은이 이현주의 텀블러에 청국장을 넣었거나 이현주의 신발을 훔쳐서 신고 다니는 등 피해를 입힌 것으로 추측되고 있다. 그러나 8월 이후로는 역전된 반응이 보였다. 이현주가 6월부터는 멤버들 그만 비난하라는 글을 남긴 후 이러한 증거를 보여주지는 않았다고 하며, 대신 해명하라는 비난글만 올라오고, 이나은에게는 정반대적으로 옹호글을 남겨오는 경우가 대부분의 경우이다.
이로 인해 2021년 3월 8일, 이나은은 모범택시에서의 출연 자체가 취소되었으며 그 자리에 표예진이 대신 출연하게 되어 이나은의 촬영분량을 전량 폐기처분한 뒤 처음부터 다시 촬영했다. 그리고 2021년 4월 9일, 이나은 대신 표예진이 출연한 상태에서 촬영한 모범택시 1회가 방송되었다.
결국 왕따 논란을 이기지 못하고 2022년 팀 해체로 더 이상 음악방송으로는 활동할 수 없게 되었지만, 2023년부터 2년만에 근황을 공개하였으며 빠르면 올해 새 작품으로 복귀할 가능성이 높다. 이건 타 멤버들도 작년에 소속사를 모두 이전하였으니 거의 비슷하게 마찬가지이다.
2024년 1월 재벌X형사 9회, 10회에 특별출연하며 정식 활동 재개를 앞두고 있다.

## 음반 활동

### OST
| 음반 정보                             | 발매일          | 가수           | 수록곡                          |
| ------------------------------------- | --------------- | -------------- | ------------------------------- |
| 스위치 - 세상을 바꿔라 OST Part.5     | 2018년 5월 2일  | 이나은, 이진솔 | - 밤하늘 별 - 밤하늘 별 (Inst.) |
| 끌림 (바니와 오빠들 X 에릭남, 이나은) | 2020년 11월 8일 | 이나은, 에릭남 | - 끌림 - 끌림 (inst.)           |

### 디지털 싱글
| 음반 정보                                    | 트랙 리스트                                                      |
| -------------------------------------------- | ---------------------------------------------------------------- |
| 내 이야기 - 발매일: 2018년 2월 7일           | 1. 내 이야기 (with 이진솔) 2. 내 이야기 (Inst.)                  |
| 사계(四季) : 시간차 - 발매일: 2020년 3월 1일 | 1. 시간차 (with 이진솔) 2. 시간차 (Piano ver.) 3. 시간차 (inst.) |

## 음반 외 활동

### 텔레비전 드라마
| 연도 | 방송사 | 제목               | 역할          | 비고     |
| ---- | ------ | ------------------ | ------------- | -------- |
| 2017 | KBS2   | 아버지가 이상해    | 드라마 스태프 | 카메오   |
| 2017 | tvN    | 모두의 연애        | 나은          |          |
| 2019 | SBS    | 힙합왕 - 나스나길  | 송하진        |          |
| 2019 | MBC    | 어쩌다 발견한 하루 | 여주다        |          |
| 2024 | SBS    | 재벌X형사          | 한유라        | 특별출연 |
| 2024 | ENA    | 크래시             | 김민주        | 특별출연 |
| 2025 | ENA    | 아이쇼핑           | 소미          | 8부작    |

### 웹 드라마
| 연도 | 방송사       | 제목         | 역할   | 비고         |
| ---- | ------------ | ------------ | ------ | ------------ |
| 2016 | VR-자몽      | 사월애       |        | VR 웹 드라마 |
| 2018 | 플레이리스트 | 에이틴       | 김하나 |              |
| 2019 | 플레이리스트 | 에이틴 시즌2 | 김하나 |              |
| 2019 | 플레이리스트 | 다시 만난 너 | 김하나 | 특별출연     |
| 2020 | 플레이리스트 | 트웬티트웬티 | 김하나 | 특별출연     |

### 방송
| 연도 | 방송사     | 제목                                 | 날짜                     | 역할        | 참고                                        |
| ---- | ---------- | ------------------------------------ | ------------------------ | ----------- | ------------------------------------------- |
| 2015 | K-STAR     | 《식신로드》                         | 10월 17일                | 게스트      |                                             |
| 2015 | KBS Joy    | 《한끼의 품격》                      | 10월 29일                | 게스트      |                                             |
| 2016 | MBN        | 《전국제패》                         | 1월 19일                 | 게스트      |                                             |
| 2016 | KBS2       | 《전국 아이돌 사돈의 팔촌 노래자랑》 | 2월 8일                  | 참가자      | 설특집                                      |
| 2016 | 아리랑 TV  | 《After School Club》                | 5월 17일                 | 게스트      |                                             |
| 2016 | iMBC       | 《박소현의 아이돌TV》                | 5월 24일                 | 게스트      |                                             |
| 2016 | KBS2       | 《1대 100》                          | 6월 21일                 | 출연자      |                                             |
| 2016 | Cookat TV  | 《아이돌 요리대회》                  | 6월 24일                 | 참가자      |                                             |
| 2016 | KBS2       | 《1대 100》                          | 7월 5일                  | 출연자      |                                             |
| 2016 | JTBC       | 《걸스피릿》                         | 7월 19일                 | 출연자      |                                             |
| 2016 | MBC        | 《능력자들》                         | 7월 21일                 | 게스트      |                                             |
| 2016 | MBC every1 | 《맛있을 지도 시즌2》                | 7월 31일                 | 게스트      |                                             |
| 2016 | JTBC       | 《걸스피릿》                         | 8월 23일                 | 특별 지원군 |                                             |
| 2016 | SBS MTV    | 《아이돌 요리대회》                  | 8월 26일                 | 참가자      |                                             |
| 2016 | SBS MTV    | 《아이돌 요리대회》                  | 9월 9일                  | 참가자      |                                             |
| 2016 | 네이버 V   | 《한밤의 연예뉴스》                  | 9월 26일                 | 출연자      | 인터뷰                                      |
| 2016 | KBS2       | 미래기획 2030 《드림 고고》          | 10월 30일                | 게스트      |                                             |
| 2017 | 투니버스   | 《스트레스 제로구역 날려버려》       | 2월 2일                  | 게스트      |                                             |
| 2017 | SBS MTV    | 《더 쇼》                            | 2월 28일                 | 출연자      |                                             |
| 2017 | MBC        | 《듀엣 가요제》                      | 3월 24일                 | 패널        |                                             |
| 2017 | K-STAR     | 《아이돌 연기대결 내가 배우다》      | 4월 11일~6월 27일        | 고정 출연자 |                                             |
| 2017 | O'live     | 《오늘 뭐 먹지》                     | 5월 23일                 | 게스트      |                                             |
| 2017 | 국방TV     | 《리얼 병영 톡! 행군기》             | 5월 27일                 | 출연자      |                                             |
| 2017 | V앱        | 《셀프드라마 여주찾기》              | 9월 6일                  | 출연자      |                                             |
| 2017 | V앱        | 《셀프드라마 여주찾기》              | 9월 15일                 | 출연자      |                                             |
| 2017 | SBS        | 《스타일 팔로우》                    | 12월 7일                 | 게스트      |                                             |
| 2018 | SBS        | 《본격연예 한밤》                    | 1월 23일~2019년 5월 28일 | 큐레이터    |                                             |
| 2018 | EBS        | 《MoMoe 발랑 18세기》                | 2월 23일~3월 30일        | 출연자      | 유튜브 채널                                 |
| 2018 | MBC every1 | 《주간 아이돌》                      | 4월 11일                 | 게스트      |                                             |
| 2019 | 온스타일   | 《겟 잇 뷰티 2019》                  | 2월 22일                 | 패널        |                                             |
| 2019 | 온스타일   | 《겟 잇 뷰티 2019》                  | 3월 1일                  | 패널        |                                             |
| 2019 | 온스타일   | 《겟 잇 뷰티 2019》                  | 5월 10일                 | 패널        |                                             |
| 2019 | KBS2       | 《대국민 토크쇼 안녕하세요》         | 4월 15일                 | 게스트      |                                             |
| 2019 | tvN        | 《고교급식왕》                       | 6월 8일~8월 17일         | 고정출연    |                                             |
| 2019 | tvN        | 《도레미 마켓》                      | 6월 8일                  | 게스트      |                                             |
| 2019 | 온스타일   | 《겟 잇 뷰티 2019》                  | 6월 14일                 | 패널        |                                             |
| 2019 | MBC        | 《미스터리 음악쇼 복면가왕》         | 12월 29일                | 참가자      | 아이 셔~! 머리가 띵해지는 상큼보이스! 레몬! |
| 2020 | MBC        | 《미스터리 음악쇼 복면가왕》         | 1월 5일                  | 참가자      | 아이 셔~! 머리가 띵해지는 상큼보이스! 레몬! |
| 2020 | MBC        | 《오! 나의 파트,너》                 | 1월 10일                 | 패널        |                                             |
| 2020 | SBS        | 《맛남의 광장》                      | 1월 30일                 | 게스트      | 제주도 편                                   |
| 2020 | SBS        | 《맛남의 광장》                      | 2월 6일                  | 게스트      | 제주도 편                                   |
| 2020 | SBS        | 《맛남의 광장》                      | 2월 13일                 | 게스트      | 공주 편                                     |
| 2020 | SBS        | 《맛남의 광장》                      | 2월 20일                 | 게스트      | 공주 편                                     |
| 2020 | SBS        | 《맛남의 광장》                      | 2월 27일                 | 게스트      | 남해 편                                     |
| 2020 | SBS        | 《맛남의 광장》                      | 3월 5일                  | 게스트      | 남해 편                                     |
| 2020 | SBS        | 《맛남의 광장》                      | 3월 12일                 | 게스트      | 남해 편                                     |
| 2020 | SBS        | 《런닝맨》                           | 3월 8일                  | 게스트      |                                             |
| 2020 | SBS        | 《맛남의 광장》                      | 4월 16일                 | 게스트      | 해남 편                                     |
| 2020 | SBS        | 《맛남의 광장》                      | 4월 23일                 | 게스트      | 해남 편                                     |
| 2020 | SBS        | 《맛남의 광장》                      | 4월 30일                 | 게스트      | 군산 편                                     |
| 2020 | SBS        | 《맛남의 광장》                      | 5월 7일                  | 게스트      | 군산 편                                     |
| 2020 | SBS        | 《맛남의 광장》                      | 5월 14일                 | 게스트      | 군산 편                                     |
| 2020 | SBS        | 《맛남의 광장》                      | 5월 21일                 | 게스트      | 용인 편                                     |
| 2020 | SBS        | 《맛남의 광장》                      | 5월 28일                 | 게스트      | 용인 편                                     |
| 2020 | SBS        | 《맛남의 광장》                      | 6월 4일                  | 게스트      | 용인 편                                     |
| 2020 | SBS        | 《맛남의 광장》                      | 6월 11일                 | 게스트      | 완도 편                                     |
| 2020 | SBS        | 《맛남의 광장》                      | 6월 18일                 | 게스트      | 완도 편                                     |
| 2020 | SBS        | 《맛남의 광장》                      | 6월 25일                 | 게스트      | 완도 편                                     |
| 2020 | tvN        | 《코미디 빅리그》                    | 8월 2일                  | 게스트      |                                             |
| 2020 | NQQ        | 《위플레이 시즌2》                   | 8월 15일                 | 게스트      |                                             |
| 2020 | tvN        | 《도레미 마켓》                      | 9월 19일                 | 게스트      |                                             |
| 2020 | JTBC       | 《아는 형님》                        | 10월 31일                | 게스트      |                                             |
| 2020 | SBS        | 《맛남의 광장》                      | 11월 26일                | 게스트      |                                             |
| 2021 | SBS        | 《맛남의 광장》                      | 2월 25일, 3월 4일        | 게스트      | 전라남도 해남 편                            |

### 진행
| 방송사     | 제목                         | 기간                             | 역할      | 참고        |
| ---------- | ---------------------------- | -------------------------------- | --------- | ----------- |
| KBS2       | 《뮤직뱅크》                 | 2017년 2월 3일                   | 스페셜 MC | 대기실 진행 |
| KBS2       | 《뮤직뱅크》                 | 2017년 2월 10일                  | 스페셜 MC | 대기실 진행 |
| Mnet       | 《엠카운트다운》             | 2017년 6월 15일                  | 스페셜 MC |             |
| KBS2       | 《뮤직뱅크》                 | 2017년 6월 23일                  | 스페셜 MC |             |
| Mnet       | 《엠카운트다운》             | 2017년 9월 21일                  | 스페셜 MC |             |
| KBS2       | 《뮤직뱅크》                 | 2018년 4월 6일                   | 스페셜 MC | 대기실 진행 |
| SBS        | 《인기가요》                 | 2019년 10월 20일~2020년 2월 28일 | 고정 MC   |             |
| 네이버 NOW | 《어벤걸스 : 스페셜 생방송》 | 2020년 1월 2일                   | 호스트    |             |
| 네이버 NOW | 《들려주고 싶어서》          | 2020년 1월 11일                  | 호스트    |             |
| 네이버 NOW | 《어벤걸스》                 | 2020년 1월 17일~2021년 1월 29일  | 호스트    |             |
| 온스타일   | 《겟잇뷰티 2020》            | 2020년 3월 13일~7월 3일          | 고정 MC   |             |
| SBS        | 《SBS 가요대전》             | 2020년 12월 25일                 | 진행      |             |

### 뮤직비디오
| 연도 | 가수             | 제목           | 비고     |
| ---- | ---------------- | -------------- | -------- |
| 2014 | GOT7             | 하지하지마     | 특별출연 |
| 2019 | 김재환, 스텔라장 | 9월의 바캉스 1 | [ 21 ]   |
| 2019 | 김재환, 스텔라장 | 9월의 바캉스 2 | [ 21 ]   |
| 2019 | 김재환, 스텔라장 | 9월의 바캉스 3 | [ 21 ]   |

### 홍보대사
| 연도 | 경력                                               |
| ---- | -------------------------------------------------- |
| 2020 | - 제22회 부천국제애니메이션페스티벌(BIAF) 홍보대사 |

## 수상 및 후보
| 연도 | 시상식                              | 부문                    | 작품               | 결과 | 출처   |
| ---- | ----------------------------------- | ----------------------- | ------------------ | ---- | ------ |
| 2019 | - 2019 올해의 브랜드 대상           | 올해의 여자연기돌       | 빈칸               | 수상 | [ 22 ] |
| 2019 | - 2019 V라이브 어워즈 브이 하트비트 | 페이보릿 웹 시리즈 액터 | 에이틴 시즌2       | 수상 | [ 23 ] |
| 2019 | - MBC 연기대상                      | 여자 신인상             | 어쩌다 발견한 하루 | 후보 | [ 24 ] |
| 2020 | - 2020 올해의 브랜드 대상           | 올해의 여자연기돌       | 빈칸               | 수상 | [ 25 ] |
| 2020 | - 2020 올해의 브랜드 대상           | 올해의 광고모델 (여자)  | 빈칸               | 후보 |        |